# Brun (couleur)
Pour les articles homonymes, voir Brun.

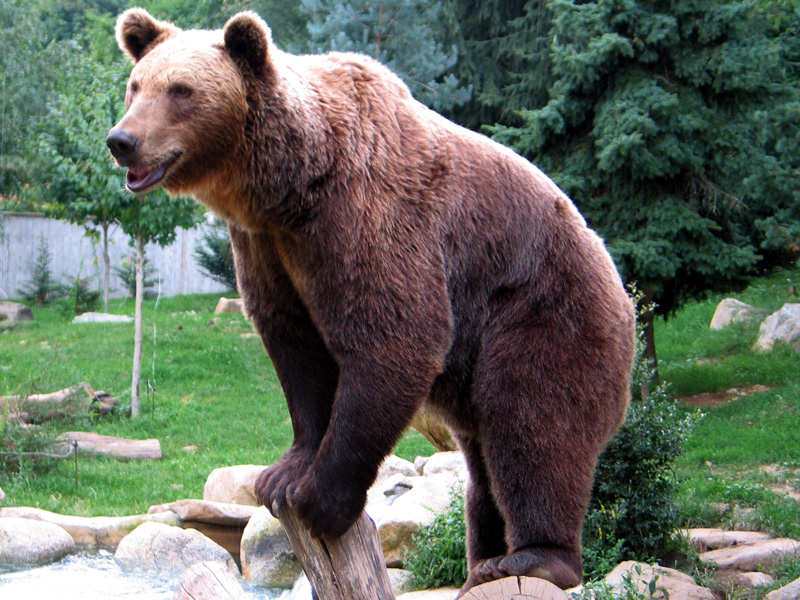
Ours brun.

Les bruns sont des couleurs sombres avec une dominante de couleur chaude.
Dans le domaine des beaux-arts, on connaît des bruns particuliers, comme le brun Van Dyck ; sinon, le terme brun s'utilise comme d'ordinaire. Les teintes brunes s'obtiennent le plus souvent par des couleurs rabattues ou rompues, par ajout de noir ou d'une couleur approximativement complémentaire.
Dans le domaine de la coiffure, le mot « brun » désigne des cheveux plutôt noirs, tandis que le terme « châtain » désigne les différentes nuances de brun, du « châtain clair » au « châtain foncé ».
Selon la norme AFNOR X08-010 « Classification générale méthodique des couleurs » (annulée en 2014), les couleurs de clarté faible et moyennement colorées se répartissent entre les kakis, de dominante jaune-vert et jaune, les bruns, où dominent le jaune-orangé et l'orangé, les marrons, tendant sur l'orangé-rouge, et le bordeaux, à dominante entre rouge-orangé et rouge-pourpre.
Les études linguistiques incluent toutes ces nuances dans le champ du brun, de sorte que la liste des champs chromatiques corresponde aux termes de couleur de base définies par Berlin et Kay.

## Perception

### Colorimétrie
Les bruns sont des couleurs à la fois peu lumineuses et de faible chromaticité, ce qui rend peu fiables les comparaisons colorimétriques, notamment la référence à une longueur d'onde dominante. Les différences de clarté et d'intensité de coloration ou chromaticité, aussi bien que celles de surface, comme le brillant ou la texture, influencent autant et plus la vision que la situation chromatique. Malgré ou à cause de la subtilité des différences que l'on peut effectuer entre les bruns, ou parce qu'on peut facilement en obtenir par mélange de pigments, et que de difficiles analyses sont donc peu nécessaires, les bruns sont peu étudiés en colorimétrie. Les représentations de systèmes de couleur, les nuanciers, mettent toujours en avant les couleurs vives, qui excitent plus l'imagination.
Ce problème, constaté par Chevreul au XIXe siècle dans l'établissement de son nuancier, n'a pas trouvé de solution, et l'évaluation des bruns est toujours hasardeuse.

### Nuanciers
Le Répertoire de couleurs de la Société des chrysanthémistes connaît le Brun de stil ou Stil de grain, dénomination commerciale de couleur brun verdâtre préparée avec le nerprun des teinturiers (n° 297) ; le sépia, nom en usage dans le commerce des couleurs (n° 300) ; le brun tabac, dénomination du commerce des textiles correspondant à la Terre de Cologne de Bourgeois (n°302) ; le brun Havane, obtenu ordinairement à partir de bleu d'aniline chauffé à 240°, et correspondant à la terre de Cassel de Bougeois (n° 303); la terre d'Ombrie brûlée, analogue au brun de Mars de Bourgeois (n° 304); le bure, dénomination dans le commerce des laines et draps, aussi connu comme gris noisette et brun Van Dyck chez Bourgeois, ou Ventre de biche pour le ton le plus clair (n° 307) ; l’Ocre brune de Bourgeois, synonyme de Rouille (n° 318) ; le brun giroflée, synonyme de pain brûlé ou rôti ou grillé (n°319) ; le Brun de garance, vendu par Bourgeois sous son nom anglais brun madder (n°334) ; la laque brune (n° 336) et le brun minéral (n° 339) de Lorilleux ; le brun sanguine dit aussi rouge minéral chez Lorilleux (n° 337) ; le bai brun, dénomination commerciale (n° 338), le brun Van Dyck, dénomination commerciale  synonyme de rouge indien ou brun sépia chez Lefranc (n° 340) ; le brun caroube, en usage dans le commerce des cuirs, synonyme de café grillé, brûlé, de grenat foncé chez Ripolin et couleur chocolat foncé (n° 342).
Le nuancier RAL utilise le terme brun dans son sens de foncé et offre toute une série de couleurs brun (n° 8000 à 8029).
Sennelier propose un brun Van Dyck (n° 407) composé à partir de d'oxyde de fer et de noir de fumée (PR101 et PBk7).

## Les couleurs brunes dans la nature
D'une façon générale, les couleurs brunes sont très répandues dans la nature, aussi bien dans le règne végétal qu'animal. 
Dans le règne végétal, c'est la couleur de la plupart des écorces d'arbres, mais surtout la couleur de la terre, de la décomposition de la plupart des matières organiques (la chair des fruits qui pourrissent brunit), des excréments, de l'humus, des feuilles mortes.
Dans le règne animal, c'est la couleur de la toison de nombreux animaux de forêt ainsi que du plumage de nombreux oiseaux, car c'est une couleur de camouflage ou de mimétisme assez efficace.
On peut citer, à titre d'exemples, quelques animaux à fourrure brune : l'ours brun, la marmotte, le chamois, le cabiai, l'écureuil géant de l'Inde, etc.
Dans certains cas, des animaux domestiques : le cheval, sa robe alezan et baie, le lapin et le chat.
Et quelques oiseaux à plumage marron : l'aigle, le moineau, la poule faisane, la bécasse, la cane. Dans la différenciation sexuelle des oiseaux, alors que le mâle arbore parfois des couleurs vives, la femelle est généralement parée d'un plumage brun à vocation mimétique.

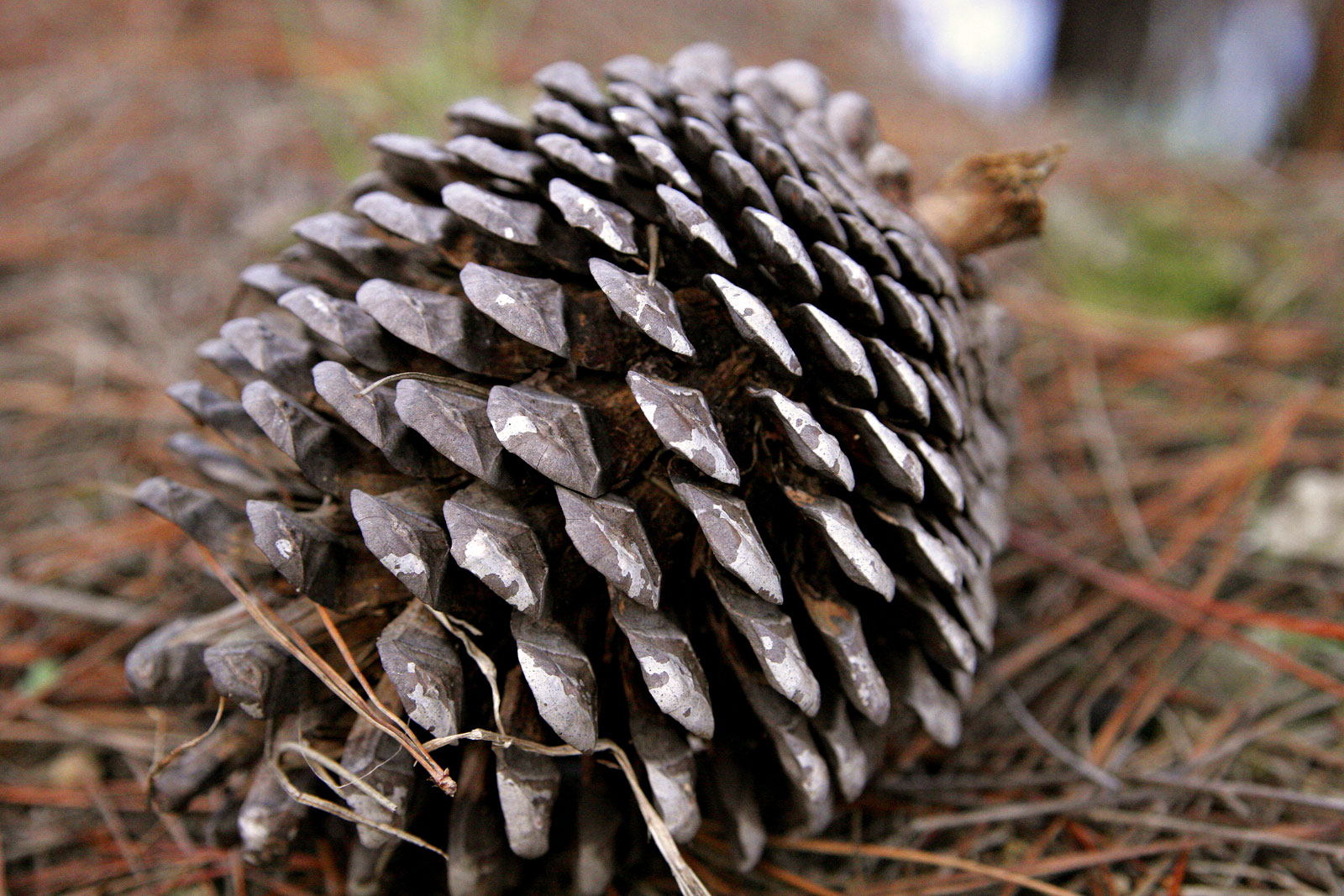
Cône (Pomme de pin)
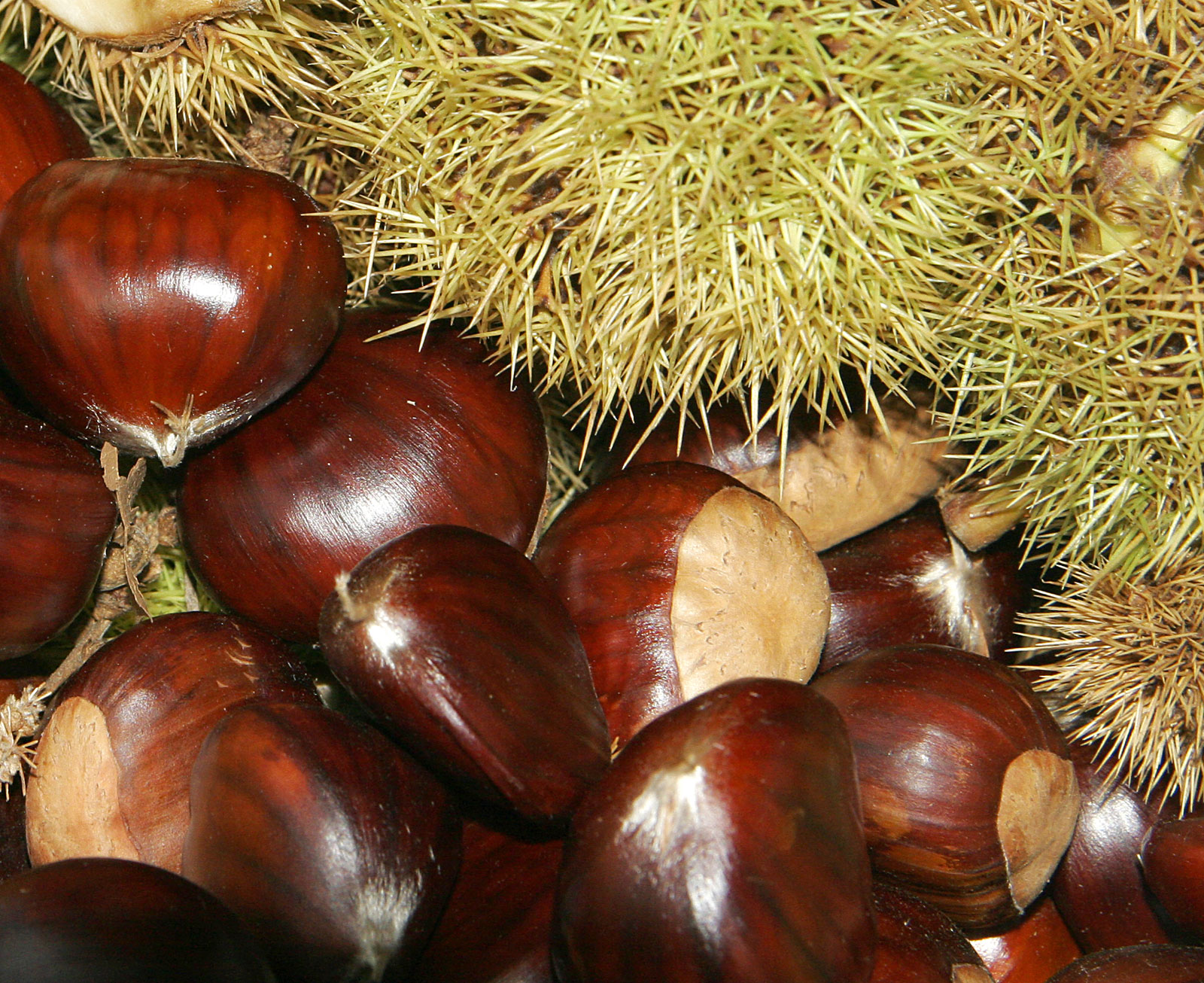
Marrons
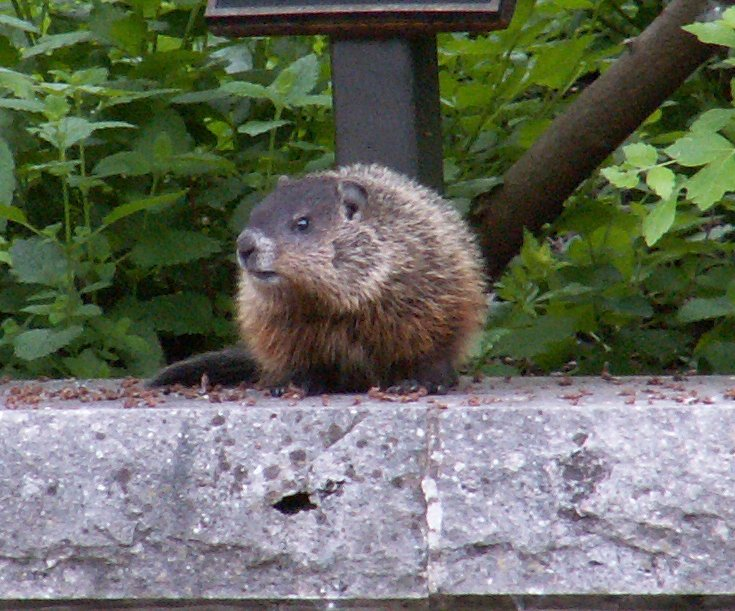
Marmotte
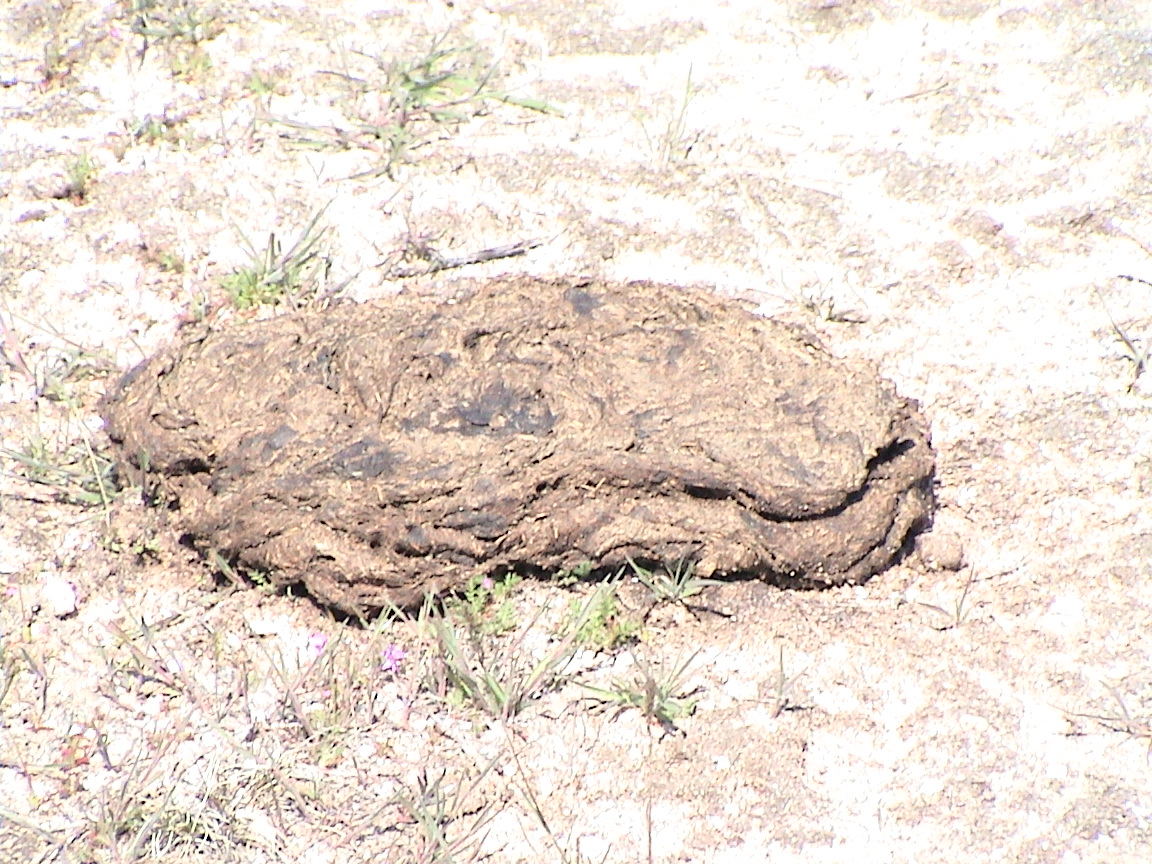
Bouse de buffle
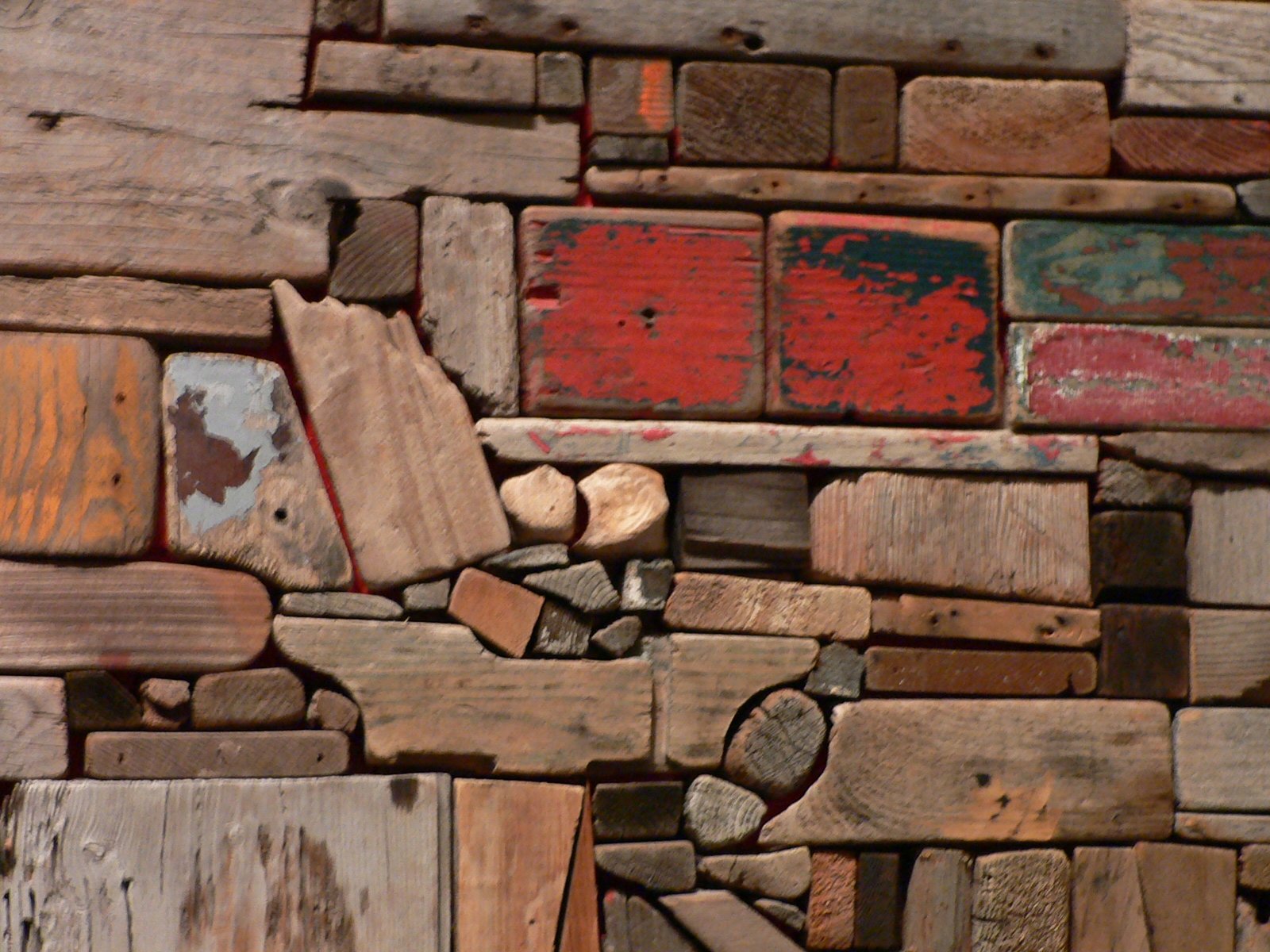
Bois

## Colorants et pigments

### Pigments
Les pigments bruns furent longtemps essentiellement des terres, trouvés par les artistes autour de leur lieu d'habitation. Très abondants dans la croûte terrestre, ils étaient issus de gisements riches en oxydes de fer. Aujourd'hui, les meilleures terres étant difficiles à obtenir, les fabricants utilisent des pigments de synthèse qui n'égalent pas en subtilité de teinte les terres naturelles.
La différence entre les pigments bruns s'apprécie principalement en mélange avec du blanc, généralement de nos jours du blanc de titane.
- La terre d'ombre naturelle (PBr7), connue depuis la préhistoire, fut surtout utilisée à partir de la Renaissance. De teinte brun foncé, elle contient du bioxyde de manganèse et du peroxyde de fer hydraté. Si elle venait à l'origine d'Ombrie (d'où son nom), la meilleure venait de Chypre, appelée à tort terre d'ombre de Turquie. En calcinant la terre d'ombre naturelle, on obtient une terre plus rouge et sombre : la terre d'ombre brûlée. On obtient facilement des bruns de Mars similaires à base d'oxyde de fer synthétique.

- La terre de Sienne naturelle (PBr7), brun-jaune, tire son nom de la ville toscane de Sienne (Italie) qui se trouve à proximité d'une source de très haute qualité. C'est une argile colorée par peroxyde de fer hydraté. Le nom s'applique à des terres de même teinte venant d'autres gisements. Elle existe aussi en version « brûlée ».

- Le bistre (NBr11), apparu au XIVe siècle (mais peut-être employé avant), utilise comme pigment la suie, de préférence celle issue de la combustion du hêtre. Aujourd'hui, la couleur bistre s'obtient avec des pigments d'oxyde de fer ou de manganèse.

- La sépia (NBr9), d'origine organique, est fabriquée à partir du liquide noirâtre sécrété par la seiche (Sepia officinalis). Employée comme encre et colorant, elle devient à la mode à partir de la fin du XVIIIe siècle et détrône le bistre. Cette nuance est aujourd'hui restituée au moyen de mélanges de pigments bruns.

- Le brun momie (NBr11) est apparu à la fin du XVIe siècle et fut très populaire au XIXe siècle. Il s'agissait d'un pigment brun foncé, bitumineux, obtenu en réduisant en poudre fine les restes de momies égyptiennes.

- Le bitume est un brun chaud qui a été très à la mode au XIXe siècle. Il se confond dans une certaine mesure avec le brun momie, dont il partage les inconvénients.

- Le brun Van Dyck désigne des pigments variables, à l'origine terre de Cassel ou terre de Cologne, puis des mélanges d'oxydes de fer et de noir de carbone (Colour Index : NBr8 ou PBr8) ou du ferrocyanure de cuivre ou de cuivre et de potassium (PBr9) (PRV1).

- Au XIXe siècle, à la suite du brun de Bismarck, sont apparus les bruns azoïques (PBr41 et PBr23), les bruns de quinacridone (PO48, PO49) et le brun benzimidazolone (PBr25).

### Colorants
- Les tanins, associés au fer, colorent en brun, tout en rendant imputrescible les matières qu'il traitent. Ils ont servi aussi, sous la forme d'acide gallique extrait de la noix de galle, à la fabrication d'encre à écrire (PRV3).
- Le brun de Bismarck, inventé en 1863, fut le premier colorant azoïque ayant une application industrielle. Utilisé en teinturerie, il a été remplacé depuis, mais conserve sous le nom de vésuvine des applications en biologie.

### Colorants alimentaires
Il n'existe qu'un seul colorant alimentaire produisant directement une nuance franche de brun, c'est le colorant caramel E150. Il s'agit de glucides (sucres) caramélisés généralement en présence d'acides, de bases ou de sels, largement utilisés en confiserie et pour colorer certaines boissons. C'est la couleur caractéristique du Coca-cola, du Pepsi-cola et des autres sodas au cola. On l'utilise également dans le vinaigre, les sauces, les crèmes-desserts, les crèmes glacées, la bière brune, les liqueurs, les biscuits et même les aliments pour animaux. Il se décline en quatre versions :
| Code   | Origine                                   | Nom chimique                  | D.J.A. (mg/kg m.c) |
| ------ | ----------------------------------------- | ----------------------------- | ------------------ |
| E 150a | naturel                                   | Caramel                       | 250                |
| E 150b | synthèse                                  | Caramel de sulfite caustique  | 100                |
| E 150c | synthèse                                  | Caramel ammoniacal            | 100                |
| E 150d | synthèse                                  | Caramel au sulfite d'ammonium | 100                |
| E 154  | mélange synthétique de colorants azoïques | Brun FK                       | ?                  |
| E 155  | synthèse                                  | Brun chocolat HT              | ?                  |

Bien que classés comme colorants noirs dans le tableau officiel des colorants alimentaires, le E154 et le E155 donnent en fait des nuances brun foncé. Il faut néanmoins souligner que le E154 est interdit aux États-Unis et le E155 est interdit en Allemagne, Autriche, Belgique, Danemark, États-Unis, Norvège, Suède et Suisse.
De nombreux aliments sont de couleur brune, sans pour autant contenir de colorants.

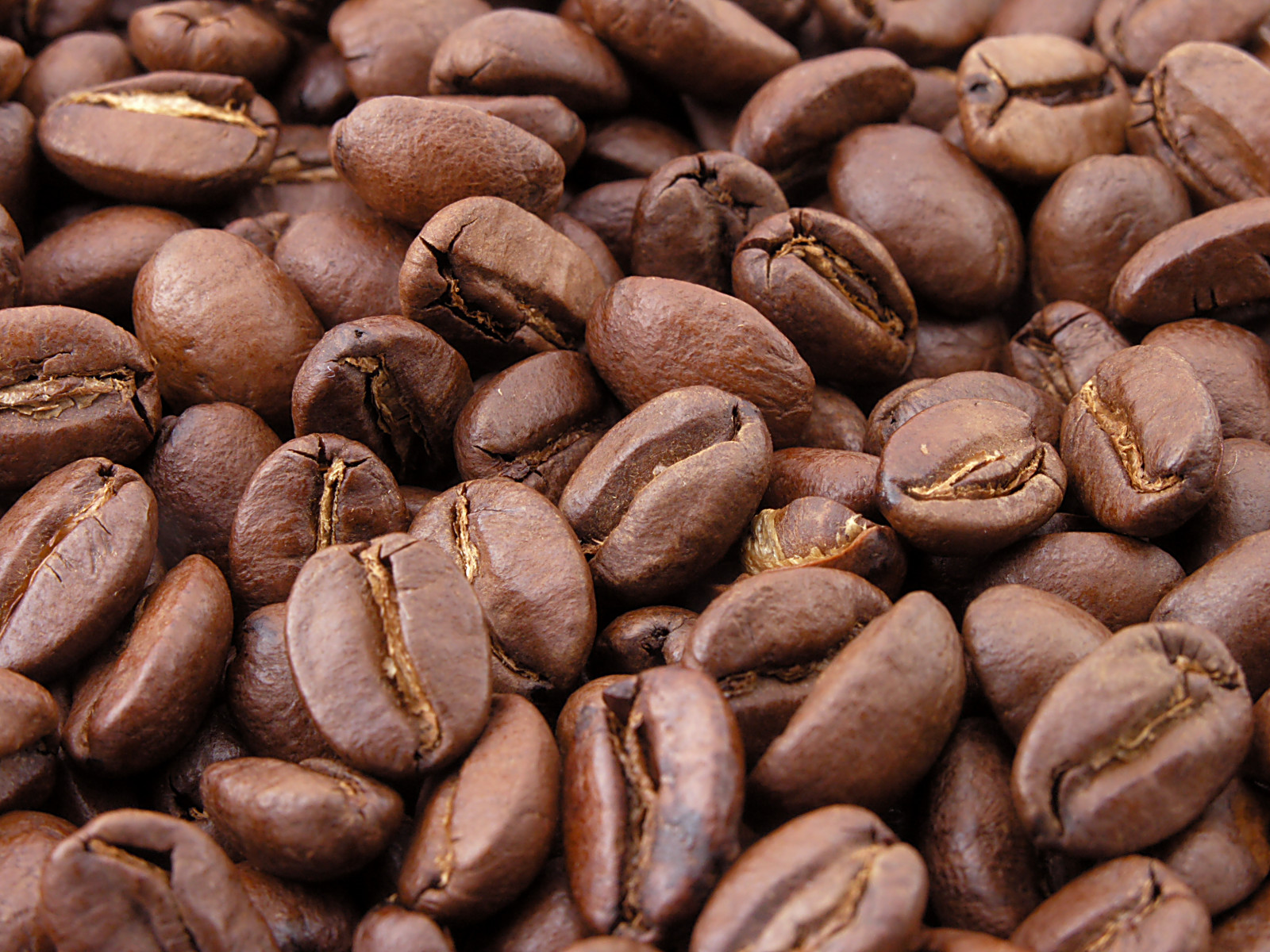
Grains de café torréfiés
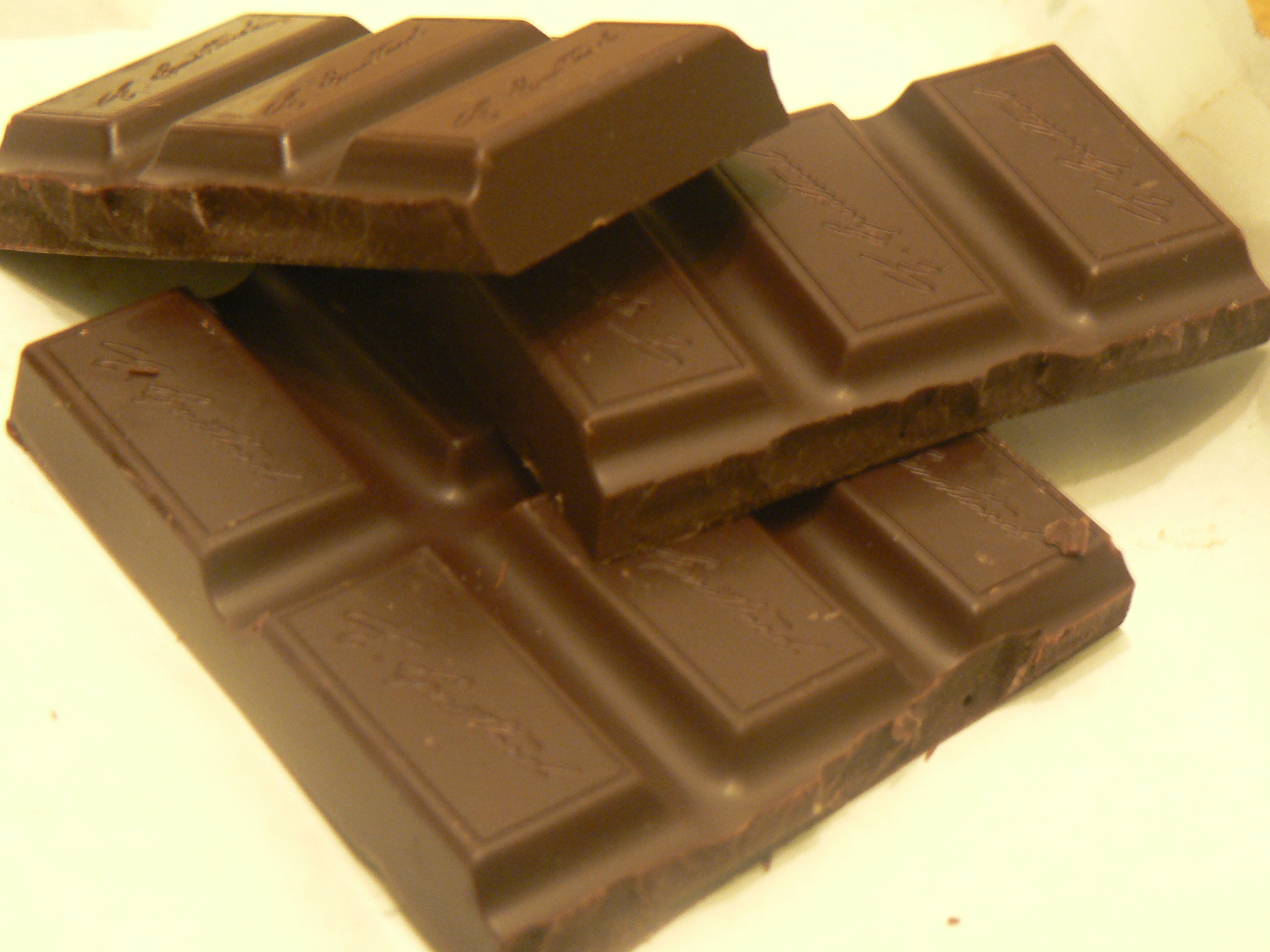
Tablettes de chocolat

## Symbolisme et usages

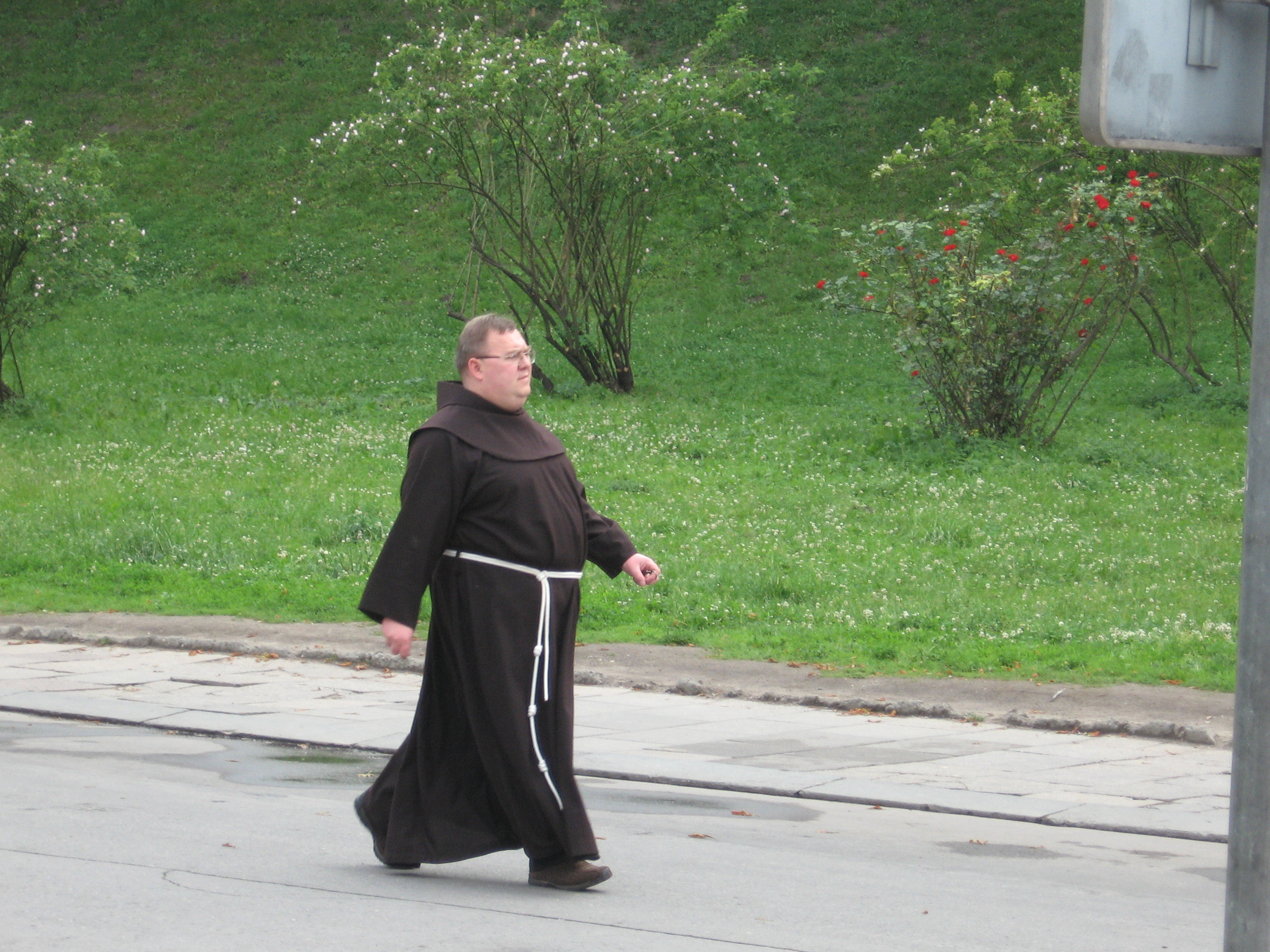
Bure brune des franciscains

Dans l'histoire, notamment dans l'histoire du vêtement, le brun apparaît comme l'opposé de la couleur, plus encore que le blanc ou le noir, qui requièrent un traitement du matériau. La laine non traitée, le lin ou le cuir brut, ont une apparence beige ou brune.

### Religion
La couleur tannée, comme on appelle le brun en héraldique était dans l'Antiquité un signe de deuil ; rappelant la feuille morte, elle symbolisait la destruction, c'est ainsi qu'en Inde elle était la couleur de Shiva.
Les mouvements religieux, généralement monastiques, de renoncement aux attraits de la vie, ont fréquemment adopté des vêtements bruns, sans élégance et sans teinture, comme la robe de bure, tandis que l'Église séculière adoptait des couleurs liturgiques vives.

### Politique
En politique, le brun représente l'extrême droite, le nationalisme, de la couleur des chemises brunes des groupes paramilitaires nazis.

### Commerce
Les autorités australiennes ont choisi en décembre 2012 le brun référencé 448C du système Pantone, pour l'emballage du paquet de cigarettes neutre. Cette couleur imprimée ou couchée sur le carton de l'emballage est de teinte analogue à celle du papier kraft, souvent utilisé pour l'emballage, mais plus sombre.

### Étymologie
Le nom brun vient du bas latin brūnus (VIe siècle, Isidore de Séville), emprunté au germanique *brūn, « brun, brillant » qui a donné en allemand braun et en anglais brown.
Le brun, comme couleur, est un ajout relativement récent aux champs chromatiques, et se définit progressivement depuis la Renaissance.
En français, jusqu'au XVIIe siècle, brun désigne tout ce qui est sombre. Un « rouge brun » ou un « bleu brun » se diraient aujourd'hui sombres ou foncés. Dans l’Instruction générale pour la teinture des laines de 1671, « vert brun » équivaut à « vert bouteille » et « brun se dit en général des tons foncés de toutes les gammes » de couleur, suivant l'usage de Castel, qui oppose brun à clair pour qualifier les tons. Il en reste des traces dans le langage poétique où « la brune »  signifie, très utilement pour la rime, la nuit.
Ce n'est qu'ensuite qu'on passe progressivement de l'adjectif brun, modifiant une couleur, au brun évoquant par lui-même une couleur, opposé, parmi les couleurs sombres, au violet, qui fut autrefois un bleu brun.
En France, dans le langage courant, les couleurs brunes se disent aussi « marron foncé ».